# Karolina Waszak
Karolina Pożarowszczyk, z domu Waszak (ur. 10 stycznia 1989) – polska lekkoatletka specjalizująca się w biegach długodystansowych. Młodzieżowa mistrzyni Polski U23 w biegu na 5000 metrów (Olecko 2011), młodzieżowa mistrzyni Polski U23 w biegu na 10000 metrów (Zamość 2010).

## Rekordy życiowe
Opracowano na podstawie
| Konkurencja           | Obiekt  | Data             | Miejsce            | Wynik    |
| --------------------- | ------- | ---------------- | ------------------ | -------- |
| bieg na 1500 metrów   | stadion | 3 czerwca 2012   | Bydgoszcz          | 4:23:87  |
| bieg na 3000 metrów   | stadion | 22 lipca 2007    | Hengelo            | 9:30:62  |
| bieg na 5000 metrów   | stadion | 29 września 2007 | Białogard          | 16:34:76 |
| bieg na 10 000 metrów | stadion | 3 maja 2011      | Lidzbark Warmiński | 34:42:68 |

## Osiągnięcia
Opracowano na podstawie
| Rok  | Impreza                            | Miejsce | Konkurencja          | Pozycja    | Wynik    |
| ---- | ---------------------------------- | ------- | -------------------- | ---------- | -------- |
| 2010 | Młodzieżowe Mistrzostwa Polski U23 | Kraków  | bieg na 5000 metrów  | 2. miejsce | 16:47:11 |
| 2010 | Młodzieżowe Mistrzostwa Polski U23 | Zamość  | bieg na 10000 metrów | 1. miejsce | 35:23:37 |
| 2011 | Młodzieżowe Mistrzostwa Polski U23 | Olecko  | bieg na 5000 metrów  | 1. miejsce | 17:04:85 |